# Bitomus castus
Bitomus castus är en stekelart som först beskrevs av Zaykov 1983.  Bitomus castus ingår i släktet Bitomus och familjen bracksteklar. Inga underarter finns listade.